# Pławna (województwo małopolskie)
Pławna – wieś w Polsce położona w województwie małopolskim, w powiecie tarnowskim, w gminie Ciężkowice. W latach 1975–1998 miejscowość położona była w województwie tarnowskim.

## Położenie
Pławna znajduje się na lewym brzegu rzeki Białej, w mezoregionie zwanym Pogórzem Rożnowskim. Zabudowania i pola uprawne miejscowości zajmują płaskie w tym miejscu dno doliny Białej oraz okoliczne wzniesienia tego pogórza. Na stoku jednego z nich znajduje się oryginalna formacja skalna w kształcie łuku skalnego. Jest to pomnik przyrody Diable Boisko. Pławna sąsiaduje z takimi miejscowościami, jak: Sędziszowa, Bruśnik, Kąśna Górna i Kąśna Dolna.

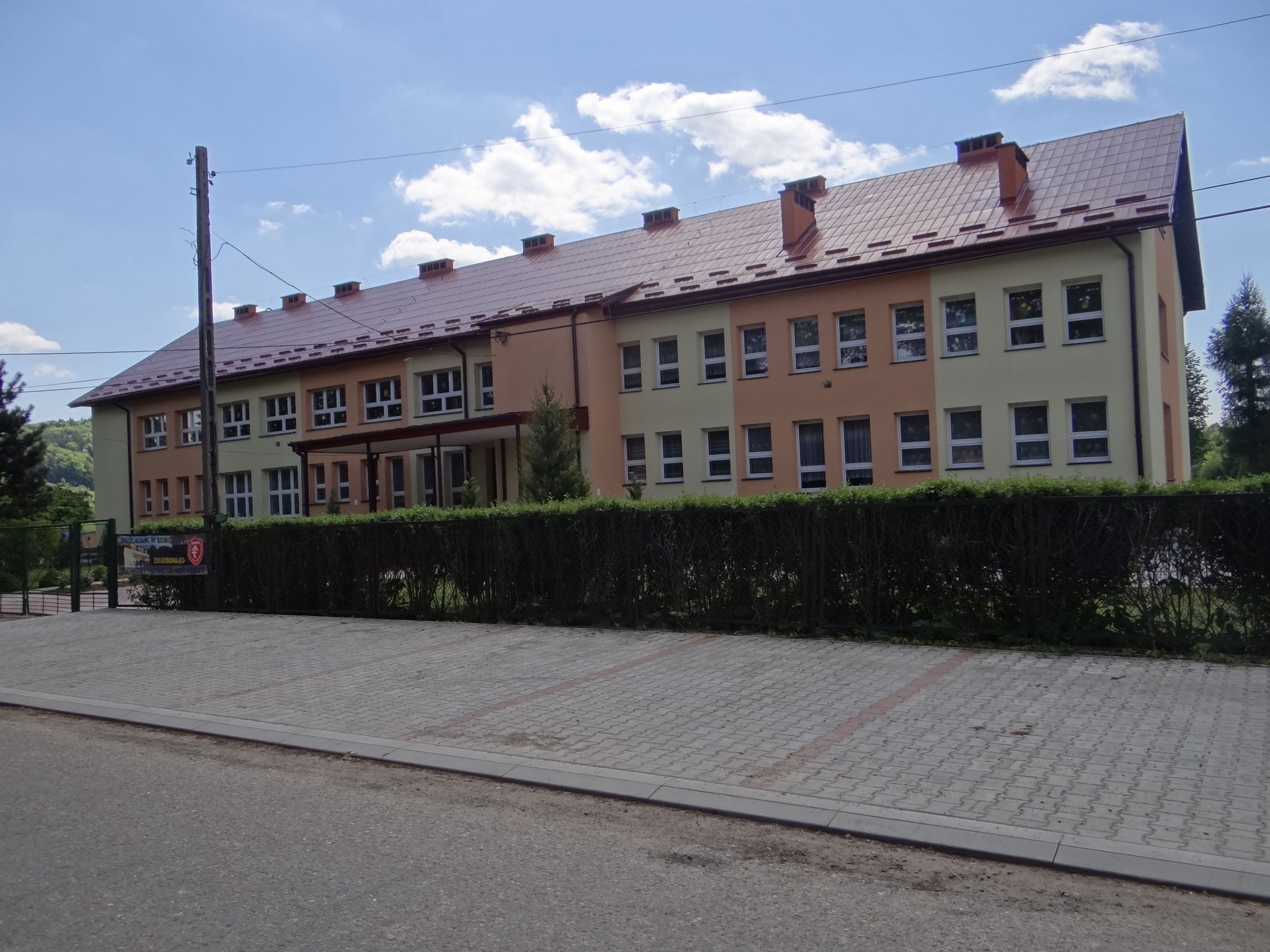
Szkoła w Pławnej